# 형곡고등학교
형곡고등학교(荊谷高等學校)는 대한민국 경상북도 구미시 형곡동에 있는 공립 고등학교이다.

## 학교 연혁
- 2009년 3월 2일 : 제1회 입학식(남 201명, 여 181명 계 382명)
- 2010년 11월 9일 : 검도부 창단
- 2012년 2월 15일 : 제1회 졸업식(남 201명, 여 176명 계 377명)
- 2020년 3월 6일 : 융합교육 선도학교 및 과학실 안전모델학교 선정
- 2020년 11월 20일 : 2021~2022 블렌디드 수업운영 연구학교 선정
- 2020년 12월 16일 : 2021~2022 교육부 에듀테크 활용 교육혁신 선도학교 선정
- 2021년 10월 20일 : 시무검도관 개관
- 2022년 3월 1일 : 2022~2024 자율학교 선정
- 2022년 3월 2일 : 제6대 서충교 교장 취임
- 2023년 2월 9일 : 제12회 졸업식(졸업생 255명) 누계 4,000명
- 2023년 3월 2일 : 제15회 입학식(남 130명, 여 121명 계 251명)

## 참고 자료
- 형곡고등학교 - 한국교육학술정보원 학교알리미